# Agrarian Justice

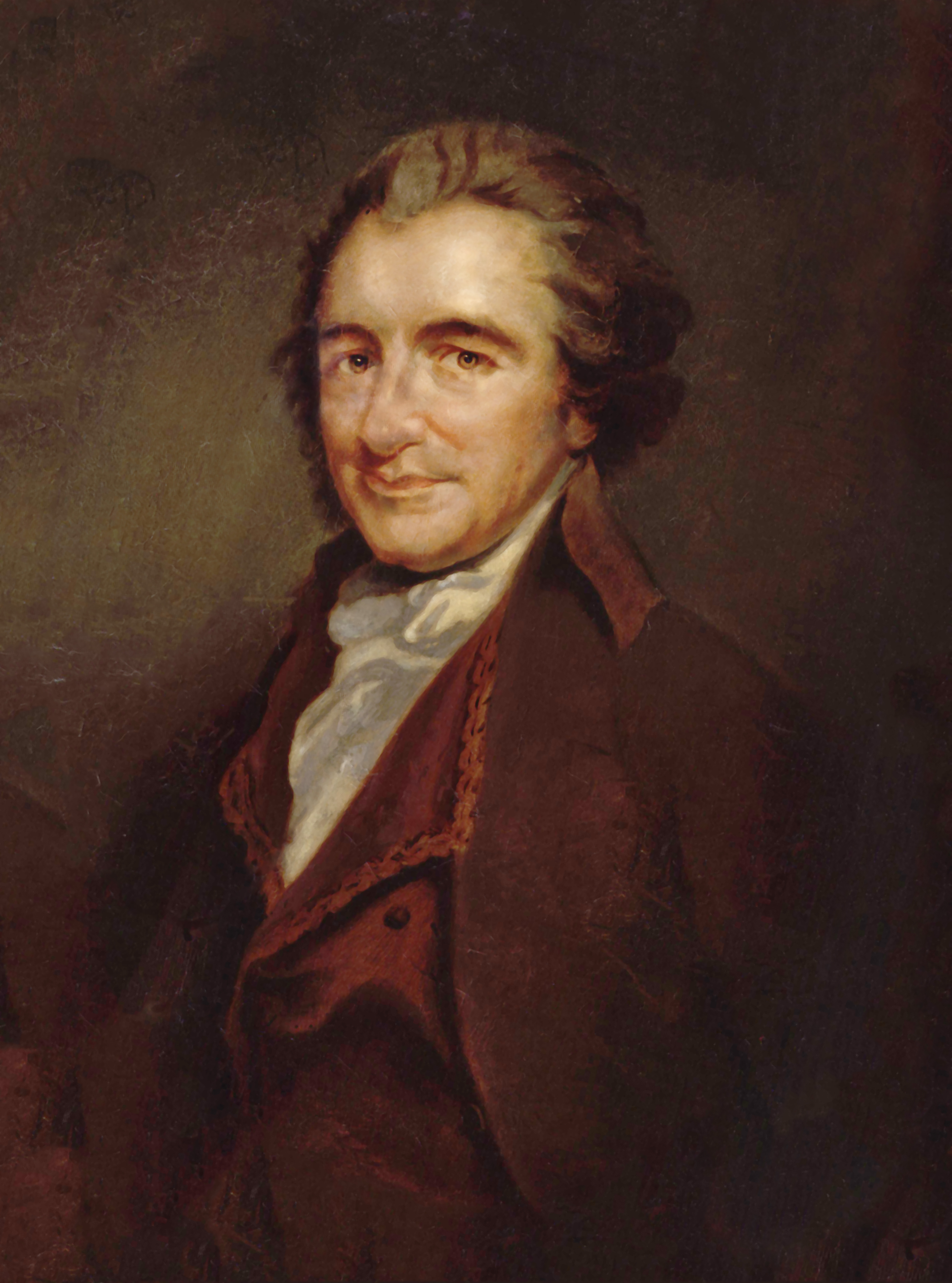
Thomas Paine, 1792

Agrarian Justice ist der Titel eines von Thomas Paine verfassten und 1797 veröffentlichten Pamphlets. Darin schlug er vor, dass Personen, die bewirtschaftetes Land besitzen, der Gemeinde eine Grundmiete schulden, was eine Erbschaftsteuer berechtigt. Dadurch sollten Renten für alte und behinderte Personen sowie eine Festsumme finanziert werden, die allen Personen bei Erreichen der Volljährigkeit auszuzahlen sei.
Der Text wurde im Winter 1795/96 verfasst, aber erst ein Jahr später veröffentlicht, da Paine unsicher war, ob er bis zum Ende des laufenden Kriegs mit Frankreich warten sollte. Doch als er eine Predigt des damaligen Bischofs von Llandaff, Richard Watson, hörte, in dem dieser die „Weisheit Gottes in der Einrichtung von Arm und Reich“ diskutierte, fühlte er sich zur Veröffentlichung getrieben. Er wollte zeigen, dass „arm“ und „reich“ zufällige Einteilungen sind und nicht gottgegebene Unterscheidungen.
Paine geht sogar noch weiter: „Poverty ... is a thing created by that which is called civilized life. It exists not in the natural state.“ („Armut ... ist etwas, das geschaffen wurde durch das, was man zivilisiertes Leben nennt. Sie existiert nicht im natürlichen Zustand.“) Er sieht aber durchaus auch die Nachteile des (von ihm angenommenen) natürlichen Zustands des Menschen: „On the other hand, the natural state is without those advantages which flow from agriculture, arts, science and manufactures.“ („Andererseits ermangelt es dem natürlichen Zustand an den Vorteilen, die sich aus der Landwirtschaft, den Künsten, der Wissenschaft und den Manufakturen ergeben.“)

## Analyse und Kritik
Laut Paine hat der Prozess der Zivilisierung, ob zwangsläufig oder nicht, zu einer Ungleichverteilung nicht nur des Reichtums, sondern damit auch des Wohlergehens der Menschen geführt. Gleichwohl könne niemand innerhalb eines zivilisierten Systems wieder in den natürlichen, im Fall des Armen wahrscheinlich positiveren Zustand zurückkehren. Er erklärt dies durch die Fläche Land, die zum Erhalt eines Menschen in einer „natürlichen“ und einer „zivilisierten“ Welt erforderlich ist. Eine durch Zivilisation, Wissenschaft und die Künste zahlenmäßig angewachsene Kultur/Bevölkerung müsste demnach, bei einer plötzlichen Rückkehr in den natürlichen Zustand, „verhungern“. Paine argumentiert, dass der Mensch im „natürlichen“ Zustand zusammen mit der Gemeinschaft aller Menschen Teilbesitzer des Grunds ist. Um ein besseres Leben, und die Möglichkeit, mehr Menschen zu ernähren zu bedingen, muss der Grund aber bearbeitet oder kultiviert werden. Das Grundeigentum führt er auf den Umstand zurück, dass es unmöglich sei, die am Grund geleistete Verbesserungsarbeit (die Eigentum des Kultivators ist) vom Grund selbst (der Allgemeingut ist) zu unterscheiden. Um hier dem als natürlich angenommenen Umstand des Allgemeineigentums an „Grund und Boden“ Rechnung zu tragen, argumentiert Paine, dass Grundbesitzer (eigentlich: Grundkultivatoren) der Allgemeinheit für den Grund, auf dem sie ihre Verbesserungsarbeit tätigen und durch den sie Profit erzielen, eine Miete („ground-rent“) schuldig seien. Geschichtlich versucht er zu zeigen, dass weder die Jäger und Sammler noch die Hirten Grundbesitz kannten. Paine zufolge wurde auch im Alten Testament kein individueller Grundbesitz anerkannt oder angenommen.
Paine nennt die Kultivierung des Lands, mit der die Entwicklung des angenommenen individuellen Grundbesitzes Hand in Hand geht, sowohl den größten Segen als auch die größte Geißel der Menschheit. Sie erlaube zum einen ein Leben außerhalb der naturgegebenen Not und Kargheit, gleichzeitig werden aber  viele Menschen jeder (bedingungslosen) Existenzgrundlage beraubt. Hier argumentiert er, dass er eben nicht um Wohlfahrt bemüht ist, sondern ein auf dem ursprünglichen oder natürlichen Allgemeinbesitz des Grunds aufbauendes Recht einfordert – daher auch der Titel des Pamphlets, „Landwirtschaftliche Gerechtigkeit“ statt „Agrarrecht“. Hier erklärt er auch, dass ein solches Recht erst durch gewisse Revolutionen im Regierungssystem (und möglicherweise in der Kultur) möglich oder denkbar wurde. Daher spricht er auch die lebenden Nutznießer des Grundbesitzes erst einmal jeder Verantwortung frei; Schuld laden sie erst auf sich, wenn sie sein vorgeschlagenes System (oder ein ähnliches) nicht einführten.

## Vorgeschlagenes System
In Hinsicht auf den Privatverkauf von Land, das sich im Besitz der Krone (oder der Allgemeinheit) befand, schlug Paine einen detaillierten Plan zur Besteuerung jeder Generation an Landbesitzern vor, um die Bedürfnisse derer anzusprechen, die kein Land besitzen. Seine Gedanken können als Vorläufer des modernen Ansatzes des bedingungslosen Grundeinkommens angesehen werden. Diese Besteuerung sollte beim Übergang des Besitzes von einer Generation zur nächsten, also beim Tod des vorhergehenden Besitzers, geschehen; dies sei der geeignete Moment, denn, so Paine eindeutig, „the bequeather gives nothing: the receiver pays nothing“ („der Erblasser gibt nichts, der Erbe zahlt nichts“). Er argumentiert, dass ohnehin kein logisch herleitbares Recht auf Erbschaft besteht. Das Geld sollte durch eine Erbschaftssteuer von 10 % auf direkte und eines höheren Prozentsatzes auf indirekte (nicht an nahe Verwandte gehende) Erbschaften aufgebracht werden. Nach seinen Schätzungen hätte dies damals 5.700.000 £ pro Jahr in England bedeutet.
Etwa zwei Drittel des Fonds sollten für Rentenzahlungen von 10 £ pro Jahr an jede Person über 50 Jahre verwendet werden; Paine nahm dieses Alter als die übliche Lebenserwartung an.
Der Großteil der verbleibenden Summe sollte auf eine Festzahlung von 15 £ an alle Männer und Frauen verwendet werden, sobald diese die Volljährigkeit (damals 21 Jahre) erreichen: “A one-time stipend of 15 pounds sterling would be paid to each citizen upon attaining age 21, to give them a start in life” („Eine einmalige Geldsumme in Höhe von 15 Pfund Sterling würde an jeden Bürger gezahlt, wenn er 21 Jahre alt wird, um ihm einen Start ins Leben zu ermöglichen“).
Der kleine verbleibende Rest sollte für Zahlungen an die „Lahmen und Blinden“ verwendet werden.
Zur Einordnung: Der damalige Wochenlohn eines Landarbeiters betrug etwa 9 Schilling, was für einen gesunden Mann bei ständiger Beschäftigung einen Jahreslohn von 23 £ bedeuten würde.

## Philosophischer Hintergrund
Der Text basiert auf der Annahme, dass „das Land, im natürlichen, nicht bewirtschafteten Zustand … Allgemeingut der Menschheit war“. Das Konzept des Privateigentums habe sich notwendig aus der Entwicklung der Landwirtschaft entwickelt, da es unmöglich sei, das Eigentum an der Verbesserung eines Grunds vom Eigentum des Grunds selbst zu unterscheiden. Entsprechend sah Paine Privateigentum als eine Notwendigkeit an, während er gleichzeitig betonte, dass die Grundbedürfnisse aller durch die Landbesitzer abzudecken sind, da diese ihren Grund aus dem ursprünglichen Allgemeingut entnommen haben. Dies sei sozusagen eine „Zahlung“ an diejenigen, die keinen Grund besitzen, dafür, dass sie dem System des Grundeigentums zustimmen.